# Кубок международного спортивного союза железнодорожников
Кубок МССЖ (Кубок международного спортивного союза железнодорожников) — международный  футбольный турнир среди команд, курируемых министерствами путей сообщения.

## История
Учреждён в 1947 году.
Первой советской командой, завоевавшей Кубок Международного спортивного союза железнодорожников стал алматинский «Кайрат». На пути к этому успеху клуб переиграл «Локомотив» из Кошице (Чехословакия) — 4:1 дома и 1:0 в гостях. Затем поначалу уступил дома «Славии» из Софии (Болгария) — 1:3, но переиграл её в гостях — 3:0 и вышел в финал, где встретился с «Рапидом» из Бухареста (Румыния). Первая встреча в Бухаресте завершилась вничью — 1:1. В ответной игре в Алма-Ате «Кайрат» при стечении 32 тысяч зрителей победил со счетом 1:0.
В 2015 году в Сочи, Кубок МССЖ завоевала сборная "железнодорожников" Белоруссии.
В 2019 году во Франции, игроки гомельского «Локомотива» полностью составляли сборную Белоруссии на победном Кубке мира по футболу среди железнодорожников..

## Финалы
| Год       | Победитель                  | Финалист           | Счёт     |
| --------- | --------------------------- | ------------------ | -------- |
| 1947      | Югославия                   | Венгрия            | 2:1      |
| 1951      | Югославия                   | Франция            | 7:0      |
| 1953—1955 | Австрия                     | ФРГ                | 3:2      |
| 1956—1958 | Югославия                   | ФРГ                | 2:2      |
| 1959—1961 | «Локомотив» София           | «Рапид» Бухарест   | 1:0      |
| 1962—1963 | «Локомотив» София           | «Локомотив» Москва | 3:0, 0:1 |
| 1966—1968 | «Рапид» Бухарест            | «Локомотив» София  | 3:1, 0:1 |
| 1969—1971 | «Кайрат» Алма-Ата           | «Рапид» Бухарест   | 1:1, 1:0 |
| 1974      | «Локомотив» Москва          | «Локомотив» София  |          |
| 1976      | «Локомотив» Москва          | «Локомотив» Кошице | 5:1      |
| 1979      | «Локомотив» Москва          | «Локомотив» Кошице |          |
| 1983      | «Локомотив» Москва          | «Локомотив» Кошице |          |
| 1987      | «Локомотив» Москва          |                    |          |
| 1991      | «Локомотив» Нижний Новгород |                    |          |
| 2003      | «Локомотив» Мездра          |                    |          |